# دومنال یوا بوخالا
دومنال یوا بوخالا (انگلیسی: Domhnall Ua Buachalla؛ زاده ۵ فوریهٔ ۱۸۶۶ – درگذشته ۳۰ اکتبر ۱۹۶۳) یک سیاست‌مدار اهل ایرلند بود.